# 敦賀町
敦賀町（つるがちょう）は福井県敦賀郡にあった町。現在の敦賀市の中心部にあたる。現在の敦賀市は別の自治体である。

## 地理
- 海洋 ： 敦賀湾
- 山岳 ： 天筒山
- 河川 ： 笙の川、木の芽川

## 歴史
- 1889年（明治22年）4月1日 - 町村制の施行により、敦賀町（松栄町、川崎町、結城町、大金町、幸町、大黒町、末広町、晴明町、蓬莱町、富貴町、旭町、神楽町、大島町、橘町、桜町、大内町、御手洗町、曙町、堺町、常盤町、浪花町、大湊町、天満町及び入舟町）、泉村、津内村及び三島村の区域をもって、敦賀町が発足する。
- 1937年（昭和11年）4月1日 - 敦賀町及び松原村が合併して、敦賀市が発足する。

## 経済
農業
『大日本篤農家名鑑』によれば敦賀町の篤農家は、「山本傳兵衛、西岡三良太夫、喜多村謙吉、安田寅吉、桃井孫一郎、川端常七、大和田亮吉、井垣三四郎、濱野五兵衛、西岡治左衛門、大和田荘七、上田三右衛門、磯見彦七、宇野三右衛門、土持兼白、南文蔵」などがいた。

## 交通

### 鉄道路線
- 鉄道省
  - 北陸本線
  - 小浜線
    - 敦賀駅

### 道路
- 国道12号（西近江路 - 敦賀街道[2]。現・国道8号）
- 丹後街道（現・国道27号）

## 出身・ゆかりのある人物
- 大和田荘七（福井県多額納税者、大和田銀行、大和田貯蓄銀行各頭取） - 大和田銀行を創設。
- 大和田金之助（大和田銀行監査役）
- 大和田久兵衛（大和田銀行理事）
- 大和田正吉（福井県多額納税者、大和田銀行専務取締役、大和田貯蓄銀行取締役）
- 荘司市太郎（工学博士、大阪工業試験所長）[3]